# Đạo quân Quan Đông
Đạo quân Quan Đông (tiếng Nhật: 関東軍; rōmaji: Kantōgun; Hán-Việt: Quan Đông quân) là một trong các tổng quân (sōgun) của Lục quân Đế quốc Nhật Bản. Đây là lực lượng tinh nhuệ nhất của lục quân Nhật, được xây dựng từ lính tuyển chọn của các đơn vị lục quân. Đạo quân này gồm những binh sĩ ưu tú và cuồng tín nhất của chủ nghĩa quân phiệt Nhật. Đạo quân này đã chạm trán với các đơn vị tinh nhuệ của Hồng quân Liên Xô trong những khoảng thời gian ngắn ngủi cuối cùng của Thế chiến II trong Chiến dịch Mãn Châu vào tháng 8 năm 1945. Đạo quân Quan Đông đã bị giải tán sau khi Thế chiến II kết thúc.

## Lịch sử
Lực lượng này đồn trú tại Quan Đông - tô giới của Nhật Bản tại Trung Quốc - nên có tên gọi như vậy. Tiền thân của Đạo quân Quan Đông là lực lượng bảo vệ của Phủ Đô hộ Quan Đông. Tới năm 1918 thì tách thành lực lượng độc lập. Bộ tư lệnh Đạo quân Quan Đông ban đầu đóng tại cảng Lữ Thuận. Ban đầu, quy mô của nó chỉ là một quân đoàn. Song sau Sự kiện Mãn Châu, nó được nâng cấp thành tổng quân, dời trụ sở bộ tư lệnh đến thủ đô của Mãn Châu Quốc là Tân Kinh (nay là thành phố Trường Xuân, tỉnh Cát Lâm, Trung Quốc).
Đây là lực lượng tinh nhuệ và hiếu chiến của Lục quân Đế quốc Nhật Bản. Nhiều chỉ huy của Đạo quân Quan Đông đã thăng tiến thành các nhà lãnh đạo của quân đội và chính phủ Nhật Bản. Chính lực lượng này đã tự tiện ám sát Trương Tác Lâm và bố trí sự kiện Mãn Châu để thay đổi chính sách ngoại giao của Chính phủ Nhật Bản, dẫn tới Chiến tranh Thái Bình Dương. Mặc dù có tên thường gọi là Đức Binh Đoàn (徳兵団), song đạo quân này lại bị phê phán bởi các hành động của họ như không tuân lệnh cấp trên (Bộ Tồng tham mưu và Bộ Lục quân) với lý do "coi trọng kết quả, xem thường quy trình thủ tục", buôn bán á phiện
Đạo quân Quan Đông là đạo quân mạnh nhất trong Lục quân Đế quốc Nhật Bản và là đạo quân nổi tiếng đã từng khiến Mỹ và các Đồng minh e dè. Tuy nhiên, do sự đầu tư của Nhật Bản trước Thế chiến II chủ yếu tập trung cho Hải quân và Không quân, khiến cho lục quân Nhật kể cả đạo quân Quan Đông trang bị yếu kém, nhất là về sức mạnh tăng thiết giáp. Chính vì điều này, xét về tương quan trang bị, dù cho có ý chí chiến đấu đến điên cuồng, năng lực của đội quân này không thể là đối thủ của Hồng quân. Trong tháng 8 năm 1945, đạo quân Quan Đông đã kiên trì kháng cự Hồng quân Liên Xô. Sự sụp đổ của đạo quân này chỉ còn là vấn đề thời gian. Tuy vậy, tuyên bố đầu hàng và lệnh hạ khí giới của Thiên hoàng đã làm cho Đạo quân này đầu hàng nhanh chóng. Điều đó đã tránh cho sự sụp đổ hoàn toàn.
Đạo quân này từng là niềm hy vọng của Thiên hoàng và Đế quốc Nhật, nhưng xét tình hình thế và lực của Nhật Bản vào thời điểm tàn cuộc của Thế chiến II, Thiên hoàng đã quyết định chấp nhận các điều khoản của Tuyên bố Potsdam. Quyết định cay đắng nhưng sáng suốt khi đó đã tránh cho rất nhiều sinh mạng của binh lính lẫn thường dân Nhật và Đồng minh mất mát.

## Biên chế
Trong biên chế của Đạo quân Quan Đông có 3 phương diện quân, 2 quân đoàn độc lập. Cụ thể như sau:
- Phương diện quân 1
  - Tập đoàn quân 3
  - Tập đoàn quân số 5
  - Sư đoàn 122
  - Sư đoàn 134
  - Sư đoàn 139
  - Đội quân cảnh đặc biệt số 2
- Phương diện quân 3
  - Tập đoàn quân số 30
  - Tập đoàn quân số 44
  - Sư đoàn 108
  - Sư đoàn 136
  - Lữ đoàn hỗn hợp độc lập 79
  - Lữ đoàn hỗn hợp độc lập 130
  - Lữ đoàn hỗn hợp độc lập 134
  - Sư đoàn độc lập số 1
  - Đội quân cảnh đặc biệt số 1
- Phương diện quân 17
  - Tập đoàn quân số 58
  - Sư đoàn 120
  - Sư đoàn 150
  - Sư đoàn 160
  - Lữ đoàn hỗn hợp số 127
- Tập đoàn quân số 4
  - Sư đoàn 119
  - Sư đoàn 123
  - Sư đoàn 149
  - Lữ đoàn hỗn hợp độc lập số 80
  - Lữ đoàn hỗn hợp độc lập số 131
  - Lữ đoàn hỗn hợp độc lập số 135
  - Lữ đoàn hỗn hợp độc lập số 136
- Tập đoàn quân số 34
  - Sư đoàn 59
  - Sư đoàn 137
  - Lữ đoàn hỗn hợp độc lập số 133

Ngoài ra còn một loạt các đơn vị, các ban chỉ huy trực thuộc.

## Danh sách chỉ huy

### Các tư lệnh
Tư lệnh của Đạo quân Quan Đông mang hàm đại tướng lục quân. Sau đây là danh sách các tư lệnh qua các thời kỳ.
|    | Tên                           | Hình | Nhiệm kỳ                         | Sự kiện/Kiêm nhiệm                              |
| -- | ----------------------------- | ---- | -------------------------------- | ----------------------------------------------- |
| 1  | Đại tướng Tachibana Koichirō  |      | 1919 - 1921                      |                                                 |
| 2  | Đại tướng Kawai Misao         |      | Ngày 6 tháng 1 năm 1921 - 1922   |                                                 |
| 3  | Đại tướng Ono Shinobu         |      | Ngày 10 tháng 5 năm 1922 - 1923  |                                                 |
| 4  | Đại tướng Shirakawa Yoshinori |      | Ngày 10 tháng 10 năm 1923 - 1926 | Bị Yoon Bong-Gil đánh bom ám sát ở Thượng Hải   |
| 5  | Nguyên soái Mutō Nobuyoshi    |      | Ngày 18 tháng 7 năm 1926 - 1927  | Mộ ông đặt trong chùa Gokoku-ji                 |
| 6  | Đại tướng Murakao Chotaro     |      | Ngày 26 thán 8 năm 1927 - 1929   | Tổ chức ám sát Trương Tác Lâm                   |
| 7  | Đại tướng Hata Eitaro         |      | Ngày 01 tháng 7 năm 1929 - 1930  |                                                 |
| 8  | Đại tướng Hishikari Takashi   |      | Ngày 3 tháng 6 năm 1930 - 1931   |                                                 |
| 9  | Đại tướng Honjō Shigeru       |      | Ngày 01 tháng 8 năm 1931 - 1932  | Tổ chức Sự kiện Mãn Châu                        |
| 10 | Nguyên soái Mutō Nobuyoshi    |      | Ngày 08 tháng 8 năm 1932 - 1933  | Chẩn đoán chết do bệnh vàng da                  |
| 11 | Đại tướng Hishikari Takashi   |      | Ngày 29 tháng 7 năm 1933 - 1934  |                                                 |
| 12 | Đại tướng Minami Jiro         |      | Ngày 10 tháng 12 năm 1934 - 1936 | Tổng đốc Triều Tiên                             |
| 13 | Đại tướng Ueda Kenkichi       |      | Ngày 06 tháng 3 năm 1936 - 1939  | Tổ chức chiến dịch Khalkhyn Gol                 |
| 14 | Đại tướng Umezu Yoshijiro     |      | Ngày 07 tháng 9 năm 1939 - 1944  | Từ năm 1942 đồng thời là Tổng Tư lệnh Lục quân. |
| 15 | Đại tướng Yamada Otozō        |      | 1944 - ngày 11 tháng 8 năm 1945  | Tư lệnh cuối cùng, bị Liên Xô bắt giam.         |

### Các tham mưu trưởng
|    | Tên                         | Hình | Từ                   | Đến                  |
| -- | --------------------------- | ---- | -------------------- | -------------------- |
| 1  | Thiếu tướng Hamamo Matasuke |      | 12 tháng 4 năm 1919  | 11 tháng 3 năm 1921  |
| 2  | Thiếu tướng Fukuhara Kaya   |      | 11 tháng 3 năm 1921  | 6 tháng 8 năm 1923   |
| 3  | Thiếu tướng Kawada Akiji    |      | 6 tháng 8 năm 1923   | 2 tháng 12 năm 1925  |
| 4  | Thiếu tướng Saito Tsune     |      | 2 tháng 12 năm 1925  | 10 tháng 8 năm 1928  |
| 5  | Trung tướng Miyake Koji     |      | 10 tháng 8 năm 1928  | 8 tháng 8 năm 1932   |
| 6  | Đại tướng Koiso Kuniaki     |      | 8 tháng 8 năm 1932   | 5 tháng 3 năm 1934   |
| 7  | Đại tướng Nishio Juzo       |      | 5 tháng 3 năm 1934   | 23 tháng 3 năm 1936  |
| 8  | Đại tướng Itagaki Seishiro  |      | 23 tháng 3 năm 1936  | 1 tháng 3 năm 1937   |
| 9  | Đại tướng Tojo Hideki       |      | 1 tháng 3 năm 1937   | 30 tháng 5 năm 1938  |
| 10 | Trung tướng Isogai Rensuke  |      | 18 tháng 6 năm 1938  | 7 tháng 9 năm 1939   |
| 11 | Trung tướng Iimura Jo       |      | 7 tháng 9 năm 1939   | 22 tháng 10 năm 1940 |
| 12 | Đại tướng Kimura Heitaro    |      | 22 tháng 10 năm 1940 | 10 tháng 4 năm 1941  |
| 13 | Đại tướng Yoshimoto Teiichi |      | 10 tháng 4 năm 1941  | 1 tháng 8 năm 1942   |
| 14 | Trung tướng Kasahara Yukio  |      | 1 tháng 8 năm 1942   | 7 tháng 4 năm 1945   |
| 15 | Trung tướng Hata Hikosaburo |      | 7 tháng 4 năm 1945   | 11 tháng 8 năm 1945  |

### Sách
- 防衛庁防衛研修所戦史室『戦史叢書 関東軍<2>関特演・終戦時の対ソ戦』朝雲新聞社
- 小林英夫著『満州と自民党』（『新潮新書』）、新潮社、2005年11月。ISBN 4-10-610142-4
- 太平洋戦争研究会編 / 森山康平解説『写説満州』、ビジネス社、2005年10月。ISBN 4-8284-1221-2
- 太平洋戦争研究会編著『満州帝国』（『河出文庫』）、河出書房新社、2005年11月。ISBN 4-309-40770-6
- 中見立夫ほか著 / 藤原書店編集部編『満洲とは何だったのか』、藤原書店、2004年7月。ISBN 4-89434-400-9
- 村瀬守保著『私の従軍中国戦線 一兵士が写した戦場の記録-村瀬守保写真集』新版、日本機関紙出版センター、2005年3月。ISBN 4-88900-836-5
- Zaloga, Steven J. (2007). Japanese Tanks 1939–45. Osprey Publishing. ISBN 978-1-8460-3091-8.